# Kilian Virviescas
Kilian Virviescas est un footballeur colombien, né le 2 août 1980 à Bogota. Il évolue au poste de milieu défensif ou de défenseur latéral.

## Biographie
Avec l'équipe de Colombie, il participe à la Gold Cup 2003, où la sélection atteint les quarts de finale.

## Carrière
- 1999-2002:  América de Cali
- 2002:  Real Cartagena
- 2002-2003:  América de Cali
- 2003-2004:  River Plate
- 2004-2005:  San Lorenzo
- 2005:  São Caetano
- 2006:  Deportes La Serena
- 2006:  Gimnasia y Esgrima (La Plata)
- 2007:  Alianza Lima
- 2007:  Santa Fe
- 2008-2009:  Deportes Tolima
- 2010:  Envigado
- 2011-2012:  Unión San Felipe
- 2013:  Patriotas[2]

## Palmarès
- Champion de Colombie en 2000, 2001 et 2002 (Tournoi d'ouverture) avec l'América de Cali
- Vainqueur de la Copa Merconorte en 1999 avec l'América de Cali
- Champion d'Argentine en 2004 (Tournoi de clôture) avec River Plate
- Finaliste de la Copa Sudamericana en 2003 avec River Plate